# Aeropuerto Internacional Francisco Sarabia
El Aeropuerto Internacional de Torreón Francisco Sarabia o Aeropuerto Internacional de Torreón (Código IATA: TRC - Código OACI: MMTC - Código DGAC: TRC) es el aeropuerto de Torreón y el más importante en el estado de Coahuila movilizando más de 800,000 pasajeros en el 2024. Cuenta con vuelos nacionales e internacionales.
La administración de este aeropuerto está a cargo del Grupo Aeroportuario Centro Norte. El aeropuerto ha tenido un crecimiento de más de 25% en pasajeros durante la última década. Respondiendo a este crecimiento, la terminal del aeropuerto ha sido recientemente ampliada y remodelada, mejorando de manera notable su imagen y servicios.
El aeropuerto de Torreón maneja el tráfico aéreo nacional e internacional de la Zona metropolitana de La Laguna, considerando Gómez Palacio y Ciudad Lerdo en el estado de Durango.

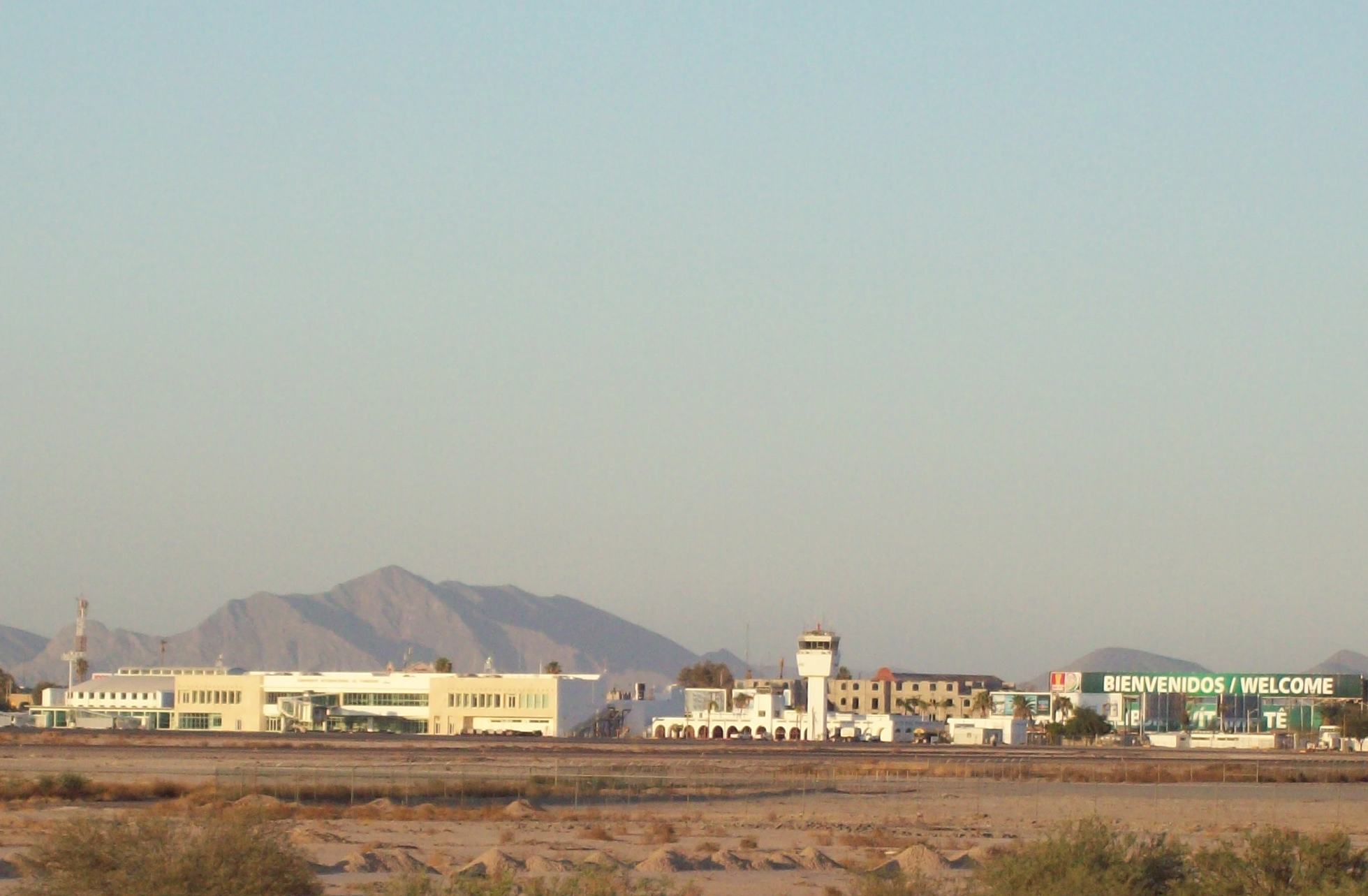
Vista del edificio terminal.

## Historia
Recibió su primer vuelo a las 7:00 del día 25 de marzo de 1946, el vuelo 201 procedente de la ciudad de Ciudad de México, el aparato era un DC-3 de LAMSA (Líneas Aéreas Mineras S.A.).

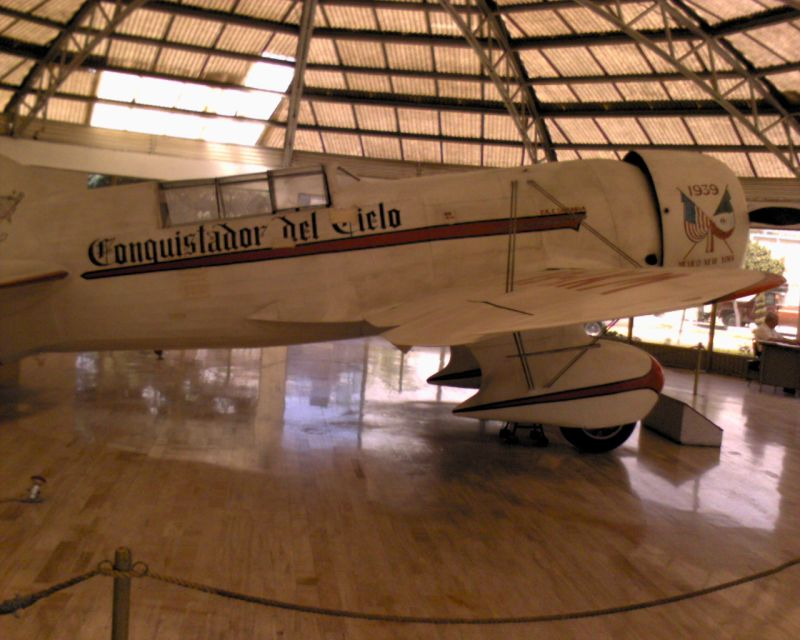
Avión de Francisco Sarabia en Lerdo.

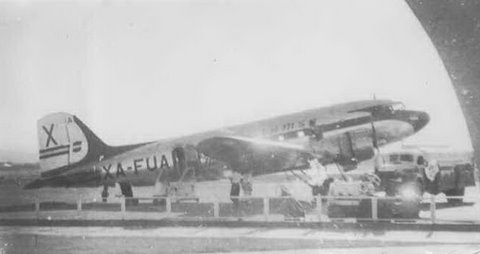
DC-3 de LAMSA en el aeropuerto.

El viernes 4 de junio de 1954, se convirtió quizá en el primer aeropuerto del país en recibir un avión "de propulsión a chorro", ya que ese día en la noche alrededor de las 22:30 horas, aterrizó un avión de entrenamiento Lockheed T-33 procedente de la Base Williams en el estado de Arizona, comentando los dos tripulantes de la nave que habían perdido rumbo y afortunadamente vieron las luces del aeropuerto de la ciudad y pudieron aterrizar. El evento fue todo un acontecimiento en la ciudad, ya que esos aviones solo se conocían por fotos, noticieros o las notas periodísticas, causando la mañana siguiente del aterrizaje, la invasión de personas que se apostaron en la cerca del puerto aéreo hasta que los pilotos arreglaron el desperfecto de la nave y hecho esto, partieron de regreso a su base.
Este evento si bien fueron testigos una enorme cantidad de personas, las autoridades de la ciudad y del aeropuerto, no le han dado la relevancia que tuvo en su momento, ya que seguramente fue el primer avión de su tipo en aterrizar en el aeropuerto de la ciudad de Torreón, sino en cualquiera de los aeropuertos del país. (Los periódicos regionales, como El Siglo de Torreón y La Opinión, dieron cobertura a dicho evento).

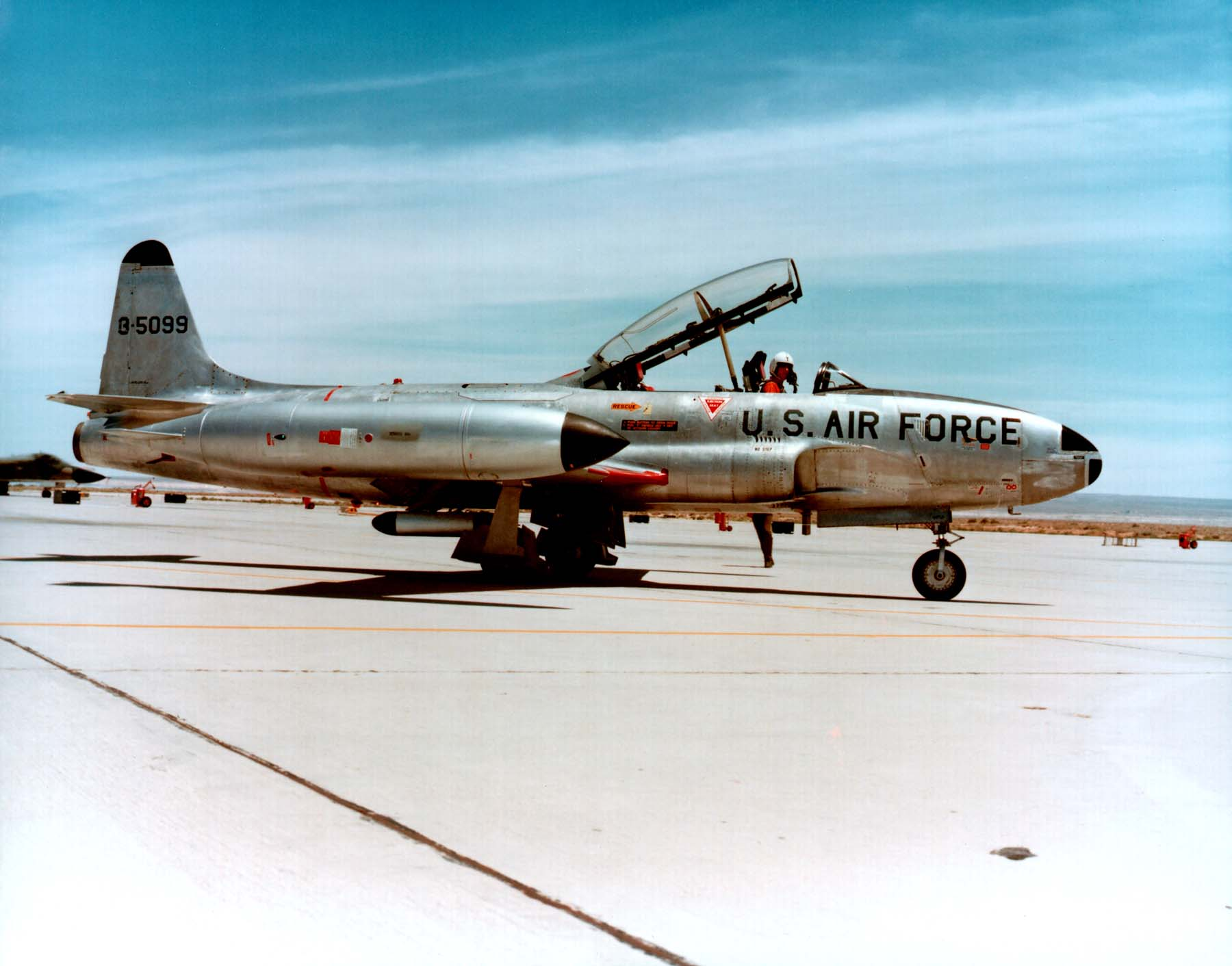
T-33 en Torreón.

En 2003 se realizó una completa ampliación y remodelación del Edificio Terminal que incluyó nuevas áreas de documentación, un segundo piso en donde se ubican las salas de última espera, una sala VIP y nuevas áreas comerciales que contemplan diferentes giros.

## Información
La ciudad forma parte de una de las regiones industriales y comerciales más importantes de la República. En la entidad existen cerca de 300 industrias maquiladoras de exportación. La región de La Laguna también destaca por sus actividades agrícolas (algodón, forrajes, melón, entre otras) y por tener la cuenca lechera más grande del país. 
La ubicación geográfica privilegiada del Aeropuerto de Torreón debido a su cercanía con los Estados Unidos, lo está convirtiendo en un centro estratégico para la transportación ejecutiva y carguera. 
La aeronave de mayor tamaño que se ha recibido en el aeropuerto de Torreón, ha sido el Avión presidencial mexicano una aeronave tipo Boeing 787 el 30 de marzo de 2016.
Para 2020, Torreón recibió a 320,820 pasajeros, mientras que para 2021 recibió a 537,161 pasajeros, según datos publicados por el Grupo Aeroportuario Centro Norte.
El aeropuerto fue nombrado en honor a Francisco Sarabia Tinoco, pionero de la aviación comercial mexicana, originario de la ciudad vecina de Lerdo, Durango y un personaje histórico en toda La Laguna, en esa ciudad, está el Museo Sarabia a la entrada de la misma en donde se encuentra el avión en el cual estableció un récord de vuelo entre la Ciudad de México y la ciudad de Nueva York, teniendo un percance en el vuelo de regreso después de despegar del aeropuerto de Washington D. C., cayendo su nave en el Río Potomac, falleciendo el piloto, que viajaba solo. Su principal actividad fue, haber iniciado las rutas aéreas para el correo, principalmente en el sureste del país, nunca ejerció como piloto en la región donde nació, pero se le considera un héroe local.
El aeropuerto cuenta con la exclusiva sala de Aeroméxico, el Salón Premier.

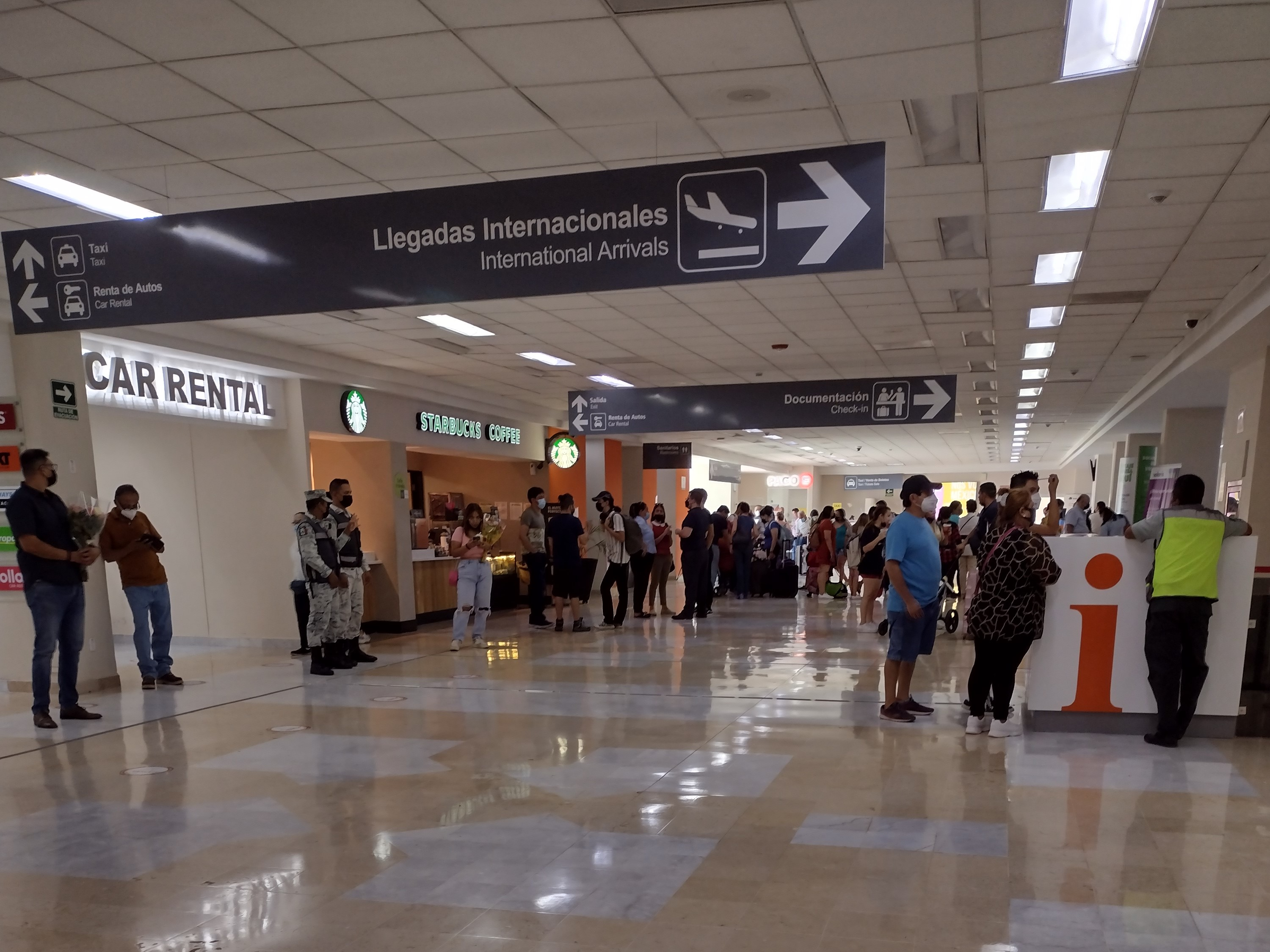
Interior del aeropuerto

### Instalaciones militares
La Estación Aérea Militar No. 3 son instalaciones de la Fuerza Aérea Mexicana ubicadas en el Aeropuerto de Torreón. No cuenta con escuadrones activos asignados. Tiene una plataforma de aviación de 5,400 metros cuadrados, 1 hangar y demás instalaciones para el alojamiento de efectivos de la fuerza aérea.

## Aerolíneas y destinos

### Pasajeros

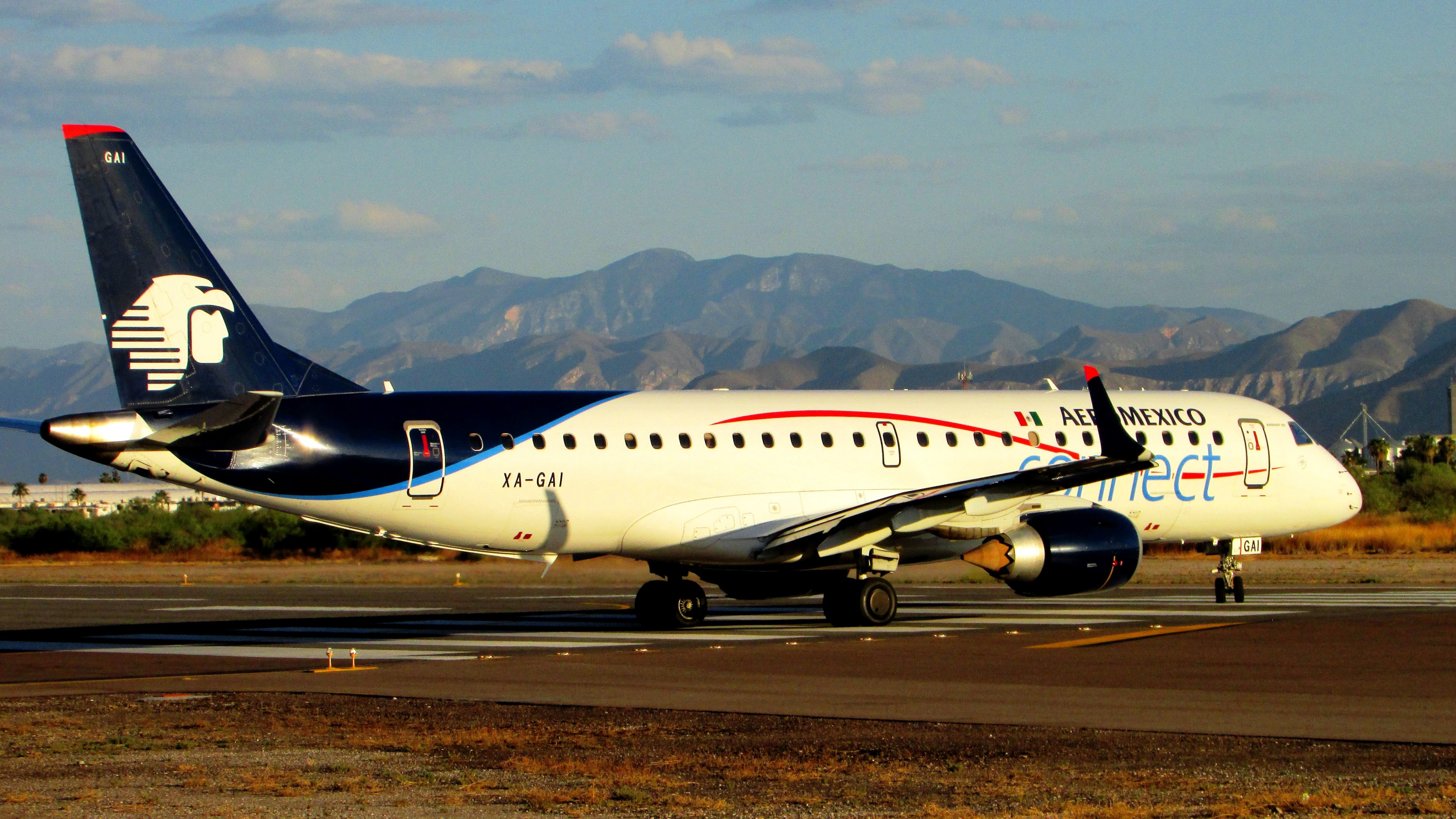
ERJ-190 de Aeromexico saliendo del Aeropuerto de Torreón

| Destinos por aerolínea                                                                                        | Destinos por aerolínea                                   | Destinos por aerolínea |
| Aerolínea | Destinos                                                 |                        |
| --- | -------------------------------------------------------- | ---------------------- |
| Aeroméxico | Ciudad de México                                         |                        |
| Aeroméxico Connect                                                                                            | Ciudad de México                                         |                        |
| American Eagle                                                                                                | Dallas/Fort Worth                                        |                        |
| TAR | Ciudad Juárez, Querétaro                                 |                        |
| Viva | Cancún, Ciudad de México, San Antonio, San José del Cabo |                        |
| Volaris | Guadalajara, Tijuana                                     |                        |
| Total: 9 destinos (7 nacionales, 2 internacionales), 6 aerolíneas (5 nacionales, 1 internacional), 2 alianzas |                                                          |                        |

### Carga
| Aerolíneas    | Destinos                         |
| ------------- | -------------------------------- |
| Aeronaves TSM | Culiacán, Querétaro              |
| TUM AeroCarga | Chihuahua, Ciudad Juárez, Toluca |

### Destinos nacionales
Se brinda servicio a 7 ciudades dentro del país a cargo de 5 aerolíneas. El destino de Aeroméxico también es operado por Aeroméxico Connect.
| Cancún (CUN)            | • |   |   |   |   | 1 |
| Ciudad de México (MEX)  | • |   |   | • |   | 2 |
| Ciudad Juárez (CJS)     |   |   | • |   |   | 1 |
| Guadalajara (GDL)       |   | • |   |   |   | 1 |
| Querétaro (QRO)         |   |   | • |   |   | 1 |
| San José del Cabo (SJD) | • |   |   |   |   | 1 |
| Tijuana (TIJ)           |   | • |   |   |   | 1 |
| Total                   | 3 | 2 | 2 | 1 | 0 | 7 |

### Destinos internacionales
Se brinda servicio a 2 ciudades extranjeras, en Estados Unidos a cargo de 2 aerolíneas.
| Ciudades                                  | Nombre del aeropuerto                         | Aerolíneas     |              |
| Norteamérica                              | Norteamérica                                  | Norteamérica   | Norteamérica |
| ----------------------------------------- | --------------------------------------------- | -------------- | ------------ |
| Estados Unidos (2 destinos, 2 aerolíneas) |                                               |                |              |
| Dallas                                    | Aeropuerto Internacional de Dallas-Fort Worth | American Eagle |              |
| San Antonio                               | Aeropuerto Internacional de San Antonio       | Viva           |              |
| Total: 2 destinos, 1 país, 2 aerolíneas   |                                               |                |              |

## Aerolíneas que volaban anteriormente al AIT
| Aerolíneas |
| --- |
| Aero California, Aerus, Aeromar, Alma de México, Continental Express, Delta Connection, Interjet, Mexicana, MexicanaClick, United Express. |

## Estadísticas

### Tráfico anual
| Año            | Pasajeros Totales | Incremento |
| 2009           | 394,377           | 18.1%      |
| 2010           | 338,003           | 14.3%      |
| 2011           | 375,669           | 11.1%      |
| 2012           | 415,244           | 10.5%      |
| 2013           | 467,398           | 12.6%      |
| 2014           | 523,783           | 12.1%      |
| 2015           | 556,449           | 6.2%       |
| 2016           | 646,898           | 16.3%      |
| 2017           | 618,930           | 4.3%       |
| 2018           | 681,551           | 10.1%      |
| 2019           | 708,563           | 3.96%      |
| 2020           | 320,820           | 54.7%      |
| 2021           | 537,161           | 67.4%      |
| 2022           | 670,245           | 24.8%      |
| 2023           | 776,462           | 15.8%      |
| 2024           | 813,226           | 4.7%       |
| 2025 (ene-may) | 331,541           | 7.0%       |
| -------------- | ----------------- | ---------- |

### Rutas más transitadas
| Número | Ciudad                                 | Pasajeros | Ranking     | Aerolínea                            |
| ------ | -------------------------------------- | --------- | ----------- | ------------------------------------ |
| 1      | Ciudad de México                       | 255,645   | Sin cambios | Aeroméxico, Aeroméxico Connect, Viva |
| 2      | Guadalajara, Jalisco                   | 38,030    | Sin cambios | Volaris                              |
| 3      | Dallas, Texas                          | 33,546    | Sin cambios | American Eagle                       |
| 4      | Tijuana, Baja California               | 26,560    | 1           | Volaris                              |
| 5      | Cancún, Quintana Roo                   | 17,935    | 1           | Viva                                 |
| 6      | San José del Cabo, Baja California Sur | 16,287    |             | Viva                                 |
| 7      | Querétaro, Querétaro                   | 3,646     | Sin cambios | TAR                                  |
| 8      | Ciudad Juárez, Chihuahua               | 3,543     | 2           | TAR                                  |
| 9      | San Antonio, Texas                     | 1,853     |             |                                      |

## Accidentes e incidentes
- El 25 de febrero de 2012 una aeronave Cessna T210N Turbo Centurion II con matrícula N6YY que cubría un vuelo entre el Aeródromo de Ciudad Lerdo y el Aeropuerto Internacional Francisco Sarabia se estrelló con líneas eléctricas durante su aproximación a este último, incendiándose y matando al piloto.[7]
- El 18 de julio de 2015 un estudiante de la Escuela de Aviación de Torreón se impactó en su avioneta al intentar regresar al aeropuerto después de percatarse de que la aeronave no estaba funcionando correctamente.[8]

## Aeropuertos cercanos
Los aeropuertos más cercanos son:
- Aeropuerto Internacional de Durango (196km)
- Aeropuerto Internacional de Saltillo (250km)
- Aeropuerto Internacional de Zacatecas (306km)
- Aeropuerto Internacional de Monterrey (332km)
- Aeropuerto Internacional General Rafael Buelna (400km)